# Deutsche Gesellschaft für Endoskopie und Bildgebende Verfahren
Die Deutsche Gesellschaft für Endoskopie und Bildgebende Verfahren (DGE-BV) ist eine wissenschaftliche medizinische Fachgesellschaft, die sich dem Austausch zwischen der Forschung und der klinischen Praxis in den Themenfeldern der Endoskopie und der weiteren bildgebenden Verfahren widmet. Die DGE-BV ist Mitglied der Arbeitsgemeinschaft der Wissenschaftlichen Medizinischen Fachgesellschaften (AWMF).

## Kooperationen
DGE-BV kooperiert eng mit der Deutschen Gesellschaft für Endoskopiefachberufe (DEGEA), der Deutschen Gesellschaft für Ultraschall in der Medizin (DEGUM), der Deutschen Gesellschaft für Gastroenterologie, Verdauungs- und Stoffwechselkrankheiten und dem Berufsverband niedergelassener Gastroenterologen sowie der Österreichischen Gesellschaft für Gastroenterologie und Hepatologie – alle fünf genannten Vereinigungen kooptieren im Beirat der DGE-BV.

## Leitlinien zur Behandlung
Die Gesellschaft entwickelt zu Themen ihres Fachgebiets medizinische Leitlinien, die im Rahmen des AWMF-Leitlinienprogramms veröffentlicht werden.

## Geschichte
Mit dem Ziel, alle endoskopischen Fächer zu vereinen, wurde die DGE-BV durch Ludwig Demling im Jahr 1967 als Deutsche Gesellschaft für Endoskopie in Erlangen gegründet. Im Jahr 1985 wurde die Fachgesellschaft in Deutsche Gesellschaft für Endoskopie und Bildgebende Verfahren umbenannt, um den interdisziplinären Anspruch zu unterstreichen.
Die DGE-BV ist seit dem Jahr 1993 Mitglied der Arbeitsgemeinschaft wissenschaftlicher medizinischer Fachgesellschaften (AWMF).